# Krzyż Zasługi dla Kobiet (Prusy)
Krzyż Zasługi dla Kobiet (niem. Frauen-Verdienstkreuz)  – damskie odznaczenie Królestwa Prus nadawane w latach 1907-1918.

## Historia
Ten dość rzadki krzyż był w rzeczywistości medalem. Ustanowiony został 22 października 1907  jako dwuklasowe odznaczenie (ze złotą i srebrną odznaką) przez małżonkę cesarza niemieckiego i króla Prus Wilhelma II, cesarzową Augustę Wiktorię w celu uhonorowania kobiet zajmujących się działalnością charytatywną. W sumie został nadany 458 paniom.
Po upadku pruskiej monarchii w 1918 nie był nadawany, a w 1919 został zniesiony jako odznaczenie państwowe

## Wygląd
Odznaką był okrągły, złoty lub srebrny medal, otoczony obwódką z emaliowanym na niebiesko napisem: „FÜR VERDIENSTE” („ZA ZASŁUGI”), utrzymanym w literach przypominających gotyckie liternictwo. W dolnej części obwódki znajdował się spleciony monogram cesarzowej – „AV”, z którego wychodziły emaliowane na niebiesko gałązki wawrzynu. Na awersie odznaczenia znajdował się srebrny lub złoty krzyż heraldyczny liliowy (trójlistny) z liśćmi akantu między ramionami. Rewers odznaczenia był gładki z miejscem na wygrawerowanie imienia i nazwiska odznaczonej. Uwieńczony był pruską koroną królewską, a według niektórych źródeł występują też egzemplarze zwieńczone niemiecką koroną cesarską modelu II Rzeszy .
Krzyż był noszony nad lewą piersią na białej wstążce uformowanej na kształt damskiej kokardy.